# 삼수군
삼수군(三水郡)은 량강도 중부에 위치한 군이다.

## 지리
북쪽으로 압록강이 흘러 중국과의 국경 지대를 이룬다. 서쪽은 김정숙군, 동쪽은 혜산시와 갑산군, 남쪽은 풍서군과 접한다.
군 남쪽은 개마고원의 북쪽 끝에 해당하고 외진 위치에 삼림이 많기 때문에 교통은 불편하다. 가장 높은 산은 해발 1,921m의 두릉봉이다.
개마고원 북쪽이 군 남부를 차지하는 고원 지대라 강한 대륙성 기후를 보인다. 한반도에서 가장 추운 곳 중 하나이다.

## 역사
예부터 갑산군과 묶어 '삼수갑산'으로 알려진 유배지이자 산간벽지였다. 실제로 이 곳은 시인 백석이 추방당한 곳이기도 하다. 역사적으로 여진족과 발해 등 여러 세력이 부딪힌 곳이라 사람이 거의 살지 않는 곳이었으며, 고려 말기에 갑주만호부가 설치되면서 여기에 속하게 되었다. 조선 초기에 갑산군 관할로 삼수보가 설치되었다가 삼수군으로 승격했다.
1895년의 23부제 시행으로 갑산부 삼수군이 설치되었다. 일제강점기에는 함경남도에 속했고 현재의 김정숙군(신파군)을 포함하고 있었다.
1945년 8월 시점에 삼수군은 삼수면(1942년에 삼남면에서 개칭)·금수면·호인면· 신파면(1942년에 강진면에서 개칭)·자서면·삼서면·관흥면의 7면으로 구성되어 있었다. 1952년의 행정구역 재편에 의해 신파면 등의 서부를 신파군으로서 분리했다. 1954년 10월에 량강도에 편입되었다.

## 산업
임업과 농업이 주요 산업이다. 산이 많은 지형임에도 쌀이 널리 재배되고 고원에서는 화전농업이 행해진다. 농작물로는 감자, 옥수수, 콩, 귀리, 호밀이 재배된다. 압록강은 하류로 원목을 운반하는데 이용된다. 또한 금광석이 매장되어 있다.

## 행정 구역
삼수군에는 1읍, 1구, 23리가 있다.
- 삼수읍 (三水邑)
- 포성로동자구 (抱城勞動者區)
- 동수리 (東水里)
- 반룡기리 (盤龍基里)
- 신양리 (新陽里)
- 중평장리 (中坪場里)
- 원동리 (院東里)
- 천남리 (川南里)
- 관동리 (館洞里)
- 풍덕리 (豊德里)
- 관흥리 (館興里)
- 관서리 (館西里)
- 간령리 (間嶺里)
- 심포동리 (深浦洞里)
- 일자봉리 (一字峯里)
- 삼곡리 (三谷里)
- 룡복동리 (龍伏洞里)
- 령성리 (嶺城里)
- 신전리 (新田里)
- 회골리 (灰골里)
- 관평리 (館坪里)
- 광생리 (光生里)
- 번포리 (番浦里)
- 청수리 (淸水里)
- 개운성리 (開雲城里)

## 같이 보기
- 조선민주주의인민공화국의 지리
- 조선민주주의인민공화국의 행정 구역